# Проєкт (управління проєктами)
Проєкт (від лат. projectus — кинутий уперед) — це обмежена в часі, ресурсах та вимогах якості унікальна сукупність процесів, направлена на створення нової цінності.
У зв'язку з широким використанням технологій управління проєктами у різних галузях знань, існує багато визначень терміна «проєкт».
Рассел Арчибальд, один з визнаних класиків управління проєктами, визначає проєкт як «комплекс зусиль, здійснюваних з метою отримання конкретних унікальних результатів у рамках відведеного часу і в межах затвердженого бюджету, який виділяється на оплату ресурсів, що використовуються або споживаються в ході проєкту».
PMBOK визначає проєкт як «тимчасове підприємство, призначене для створення унікальних продуктів, послуг або результатів».

## Типи проєктів
Залежно від сфери здійснення проєкту виділяють кілька типів проєктів:
- технічний проєкт — направлений на створення нового продукту;
- організаційний проєкт — направлений на створення або реорганізацію організації;
- соціальний проєкт — направлений на отримання певного соціального ефекту.

Також існують змішані проєкти, що являють собою різні комбінації основних типів проєктів.
Залежно від масштабу виділяють наступні типи проєктів:
- малі проєкти, мають бюджет до 0.5 млн євро; при здійсненні таких проєктів застосовують спрощені процедури формування команди проєкту та управління проєктом.
- середні проєкти, мають бюджет до 0.5 млрд євро.
- мегапроєкти, мають бюджет більше 0.5 млрд євро[2].

Проєкти також поділяються залежно до часу реалізації (короткострокові, довгострокові), за країнами учасників проєкту (національні та міжнародні) тощо.
Проєкти можуть бути об'єднані в:
- програму проєктів для досягнення єдиного результату;
- портфель проєктів організації для ефективнішого управління, портфель проєктів може включати також програми.

Досягнення мети проєкту вимагає отримання результатів, що відповідають певним заздалегідь вимогам, зокрема обмеження на отримання результатів, таких як час, гроші і ресурси.
Вигоди від реалізації проєкту — грошове вираження сукупної вартості всіх товарів, послуг і інших вигод, що виникають як результат капіталовкладень у даний проєкт.
Зазвичай організація-розробник проєкту здійснює авторський нагляд за розробкою — контролює впровадження проєкту.

## Життєвий цикл проєкту

### Фази життєвого циклу
Проєкт може бути розбитий як на підпроєкти, так і на фази. Сукупність фаз являє собою життєвий цикл проєкту.
У рамках методології Інституту управління проєктами (англ. Project Management Institute) життєвий цикл проєкту має 5 фаз:
- Ініціація (англ. Initiating);
- Планування (англ. Planning);
- Виконання (англ. Executing);
- Контроль і моніторинг (англ. Controlling and Monitoring);
- Завершення (англ. Closing).

### Модель «водоспаду»
При моделюванні за принципом «водоспаду» робота над проєктом рухається лінійно і послідовно. Перевагою такого підходу є простота його реалізації, недоліком — накопичення можливих на ранніх етапах помилок до моменту закінчення проєкту і, як наслідок, зростання ризику провалу проєкту, збільшення вартості проєкту.

### Ітеративна модель життєвого циклу проєкту
Ітеративний підхід (англ. iteration — повторення) — виконання робіт паралельно з безперервним аналізом отриманих результатів і коригуванням попередніх етапів роботи. проєкт при цьому підході в кожній фазі розвитку проходить повторюваний цикл: Планування — Виконання — Контроль і оцінка (англ. plan-do-check-act cycle).
Переваги ітеративного підходу:
- Зниження впливу серйозних ризиків на ранніх стадіях проєкту, що веде до мінімізації витрат на їх усунення;
- Організація ефективного зворотного зв'язку проєктної команди зі споживачем, що збільшує імовірність створення продукту, який реально відповідає їх потребам;
- Акцент зусиль на найбільш важливі та критичні напрямки проєкту;
- Безперервне ітеративний тестування, що дозволяє оцінити успішність всього проєкту в цілому;
- Раннє виявлення конфліктів між вимогами, моделями і реалізацією проєкту;
- Більш рівномірне завантаження учасників проєкту;
- Ефективне використання накопиченого досвіду;
- Реальна оцінка поточного стану проєкту і, як наслідок, більша впевненість замовників і безпосередніх учасників в його успішному завершенні.

Приклад реалізації ітеративного підходу — методологія розробки програмного забезпечення RUP, створена компанією Rational Software.

### Спіральна модель життєвого циклу проєкту
В спіральній моделі розглядається залежність ефективності проєкту від його вартості з часом. На кожному витку спіралі виконується створення чергової версії продукту, уточнюються вимоги проєкту, визначається його якість і плануються роботи наступного витка.
Модель застосовують в сферах, що дозволяють постійне оновлення продукту проєкту, наприклад — при розробці програмного забезпечення.

### Інкрементна модель життєвого циклу проєкту
Інкрементна модель передбачає розбиття великого обсягу проєктно-конструкторських робіт на послідовність більш малих складових частин.

## Оточення проєкту
Здійснення проєкту відбувається в динамічному середовищі, яке впливає на проєкт. Складність та плинність оточення проєкту, наявність значної кількості факторів впливу призводять до того, що цей вплив не завжди може бути повною мірою врахований. Іноді цей вплив може бути критичним для проєкту, що приводить до його руйнування.
Приклади факторів впливу: зміни законодавства, курсів валют, цін на ресурси, погоди, дії конкурентів та багато інших.

## Проєктно-орієнтовані організації
Проєктно-орієнтованою організацією є організація, випуск основної продукції якої відбувається в межах проєктів. В окремих випадках методи проєктного управління застосовують до всієї діяльності організації.
Проєкти також можуть існувати і в процесно-орієнтованих організаціях, зазвичай — як проєкти внутрішнього розвитку (проєкти модернізації, реорганізації тощо).